# STS-33
STS-33 var den trettioandra flygningen i det amerikanska rymdfärjeprogrammet och nionde i ordningen för rymdfärjan Discovery. Den sköts upp från Pad 39B vid Kennedy Space Center i Florida den 22 november 1989. Efter fem dagar i omloppsbana runt jorden återinträdde rymdfärjan i jordens atmosfär och landade vid Edwards Air Force Base i Kalifornien.
Flygningen gjordes på uppdrag av USA:s försvarsdepartement.